# Clas Fredrik Horn

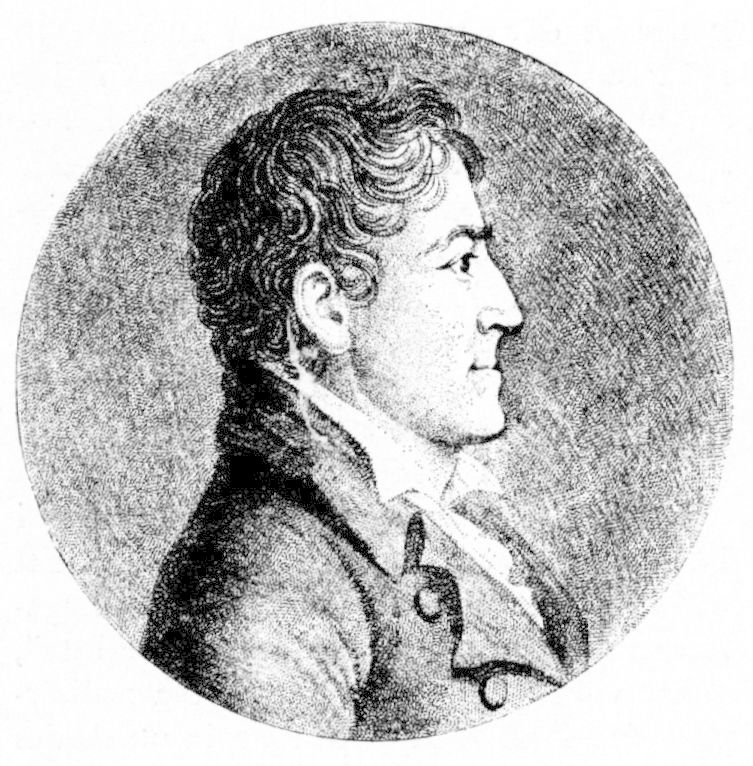

Clas Fredrik Horn, comte d'Åminne, est un officier régicide suédois, né à Stockholm le 18 mai 1763 et mort à Copenhague le 23 mai 1823. Il est le fils de Fredric Horn.

## Biographie
Quoique chambellan (4783), il avait hérité de la haine de son père pour Gustave III et, enthousiasmé par les idées de la Révolution française, il forma avec Anckarstrœm et A.-L. Ribbing une conjuration qui aboutit à l'assassinat du roi (1792). La cour de Svea le condamna à mort, avec dégradation et perte de ses biens (24 mai), mais la peine ayant été commuée en bannissement perpétuel (15 août), il s'établit en Danemark sous le nom de Fredrik Claesson, s'y fit naturaliser, écrivit dans les journaux et publia de Petites Pièces de vers (1816).

## Source
La grande encyclopédie : inventaire raisonné des sciences, des lettres et des arts.